# Тшциньский, Зенон
Зенон Тшциньский (пол. Zenon Trzciński; 12 июня 1934, Познань — 19 ноября 2012, Варшава) — польский генерал, последний главный комендант гражданской милиции ПНР.

## Образование
Детские годы Зенона Тщциньского пришлись на период немецкой оккупации. Только в феврале 1945 он начал учиться в школе. В 1953 с отличием окончил Педагогический лицей. Работал учителем начальной школы. В 1954—1956 Зенон Тшциньский служил в армии ПНР.
Демобилизовавшись, поступил в Университет Адама Мицкевича, окончил юридический факультет. В 1974 Тшциньский защитил докторскую диссертацию на юридическом факультете Университета Николая Коперника в Торуни. Темой диссертации являлся «грабёж в польском уголовном праве».

## Милицейская служба
С 1956 Зенон Тшциньский состоял в правящей компартии ПОРП. В 1960 поступил на службу в гражданскую милицию ПНР. С 1962 по 1964 заочно обучался в офицерской школе милиции Щитно. Служил в следственных подразделениях Познани, специализировался на расследовании хозяйственных преступлений.
В 1970—1972 Зенон Тшциньский в звании майора занимал пост коменданта гражданской милиции Познани. В 1972—1975 возглавлял Высшую школу милиции в Щитно. (Этому назначению способствовало то, что главным комендантом гражданской милиции был генерал Казимеж Хойнацкий, незадолго до того — прямой начальник Тшциньского в Познани.) В 1975—1976 Зенон Тшциньский — комендант гражданской милиции в Люблине. С 1976 по 1980 возглавлял Академию МВД.
В 1980—1981 полковник Зенон Тшциньский занимал пост коменданта гражданской милиции Щецина. Это было сложной миссией, поскольку Щецин являлся одним из центров забастовочного движения Солидарности, причём местный профцентр во главе с Марианом Юрчиком стоял на непримиримых антикоммунистических позициях. Особенно обострилось положение в марте (Быдгощские события) и октябре 1981 (I съезд «Солидарности») 1981 года. Впоследствии Тшциньский вспоминал, что получил из Варшавы запечатанный пакет с инструкциями МВД о действиях в чрезвычайной ситуации.
Незадолго до введения военного положения Зенон Тшциньский был переведён из Щецина в Варшаву (в прежней должности его сменил Ярослав Верниковский, до того заместитель по госбезопасности). В центральном аппарате МВД Тшциньский получил назначение заместителем главного коменданта гражданской милиции Юзефа Бейма. Это назначение было воспринято как знак особого доверия к Тшциньскому со стороны руководства МВД и лично министра Чеслава Кищака. На своём посту Тшциньский участвовал в обеспечении режима военного положения, в том числе в репрессивном подавлении оппозиции. В 1984 он получил звание генерала бригады.

## Главный комендант
30 апреля 1987 скоропостижно скончался Юзеф Бейм. Две недели спустя Зенон Тшциньский занял пост главного коменданта гражданской милиции ПНР. В 1989 ему было присвоено звание генерала дивизии.
Положение в Польше всё более обострялось, нарастала волна протестов. В феврале 1989 года генерал Тшциньский лично выезжал в Ястшембе-Здруй на шахту «Июльский манифест». Он пытался убедить шахтёров, что «политические проблемы не могут быть решены силой, а только действиями партии и партийных организаций». Эти внушения оказались тщетными: в августе на шахте вспыхнула забастовка.

## После отставки
Зенон Тшциньский оказался последним главным комендантом гражданской милиции в истории ПНР. Забастовочная волна 1988, Круглый стол и парламентские выборы 1989 привели к смене общественно-политического строя Польши.
В период руководства Тшциньского состоялось последнее в истории применение ЗОМО для разгона оппозиционной демонстрации — 3 июля 1989 в Варшаве.
Понимая своё несоответствие новой ситуации, 9 мая 1990 Тщциньский подал в отставку, а 27 июля направил новому министру внутренних дел Кшиштофу Козловскому рапорт о выходе на пенсию.
В отставке Зенон Тшциньский занимался научной деятельностью, написал несколько работ по юриспруденции. Скончался в возрасте 78 лет.